# Castillon-la-Bataille
Castillon-la-Bataille (bis 1953 Castillon-sur-Dordogne) ist eine französische Gemeinde mit 3320 Einwohnern (Stand 1. Januar 2022) im Département Gironde in der Region Nouvelle-Aquitaine; sie gehört zum Arrondissement Libourne und zum Kanton Les Coteaux de Dordogne. Die Gemeinde liegt im Osten des Départements zwischen Libourne und Sainte-Foy-la-Grande an einem Übergang über die Dordogne – der wesentliche Grund für die Bedeutung der Stadt in den Jahrhunderten militärischer Auseinandersetzungen innerhalb Frankreichs.

## Geschichte
Im Jahr 732 schlugen am Flussübergang die Truppen Abd ar-Rahmans den Herzog Eudo von Aquitanien, bevor er im Oktober in der Schlacht von Tours und Poitiers den Franken unter Karl Martell unterlag.
Seit dem 10. Jahrhundert war Castillon Sitz eines Vizegrafen. Im Jahr 1060 ließ Vizegraf Olivier Benediktinermönche aus Saint-Florent-de-Saumur kommen, die nördlich der Burg ein Kloster bauten. Pierre de Castillon, Gefährte des Königs Richard Löwenherz im Heiligen Land, war 1137 der Gründer der Abtei von Faize.
Mit der Hochzeit Eleonore von Aquitanien und Heinrichs II. von England wurde auch Castillon 1152 englisch, blieb es bis 1223 und dann noch einmal bis 1259. Aufgrund einer Rebellion der Barone Guyennes gegen Simon IV. de Montfort verlor die Familie Castillon die Vizegrafschaft. Die Herrschaft Castillon kam Ende des 13. Jahrhunderts in Person des Jean II. de Grailly, Captal de Buch, an die Grafen von Foix.
Sainte-Foy und Castillon wurden von Raoul II. de Clermont erobert, am 20. Mai 1303 wurde jedoch die Herrschaft der Engländer über die Region in der Stiftskirche von Saint-Émilion feierlich bekräftigt. 1377 belagerte der Herzog von Anjou Castillon nach der Eroberung von Bergerac und Sainte-Foy und nahm die Stadt nach 14 Tagen ein. 1451 eroberte Jean de Dunois Bordeaux, wonach Castillon wie die gesamte Guyenne unter die Herrschaft Karls VII. von Frankreich kam. Der Vizegraf Gaston de Foix verweigerte die Unterwerfung und ging nach Spanien ins Exil. Sein Sohn Jean de Foix schloss sich dem Adel des Bordelais und den Engländern unter John Talbot an – die Schlacht bei Castillon vom 17. Juli 1453 setzte dem Hundertjährigen Krieg ein Ende. Jean de Foix bestätigte aus seinem englischen Exil die Rechte Castillons, darunter das Recht zur Wahl eines Bürgermeisters. König Ludwig XI. schließlich erlaubte ihm die Rückkehr in den alten Stand. Mitte des 16. Jahrhunderts ging die Vizegrafschaft Castillon vom Haus Foix an die Vizegrafen von Turenne über.
Während der Hugenottenkriege bemächtigte sich der Marschall von Frankreich Blaise de Monluc der Stadt; das Verhalten seiner Soldaten trieb jedoch die Einwohner Heinrich von Navarra und Henri I. de Bourbon in die Arme. Als Folge wurde Castillon 1586 von Charles de Lorraine belagert. Nach zwei Monaten erfolgte die Kapitulation, nach der 22 Bürger der Stadt gehängt wurden. 1588 erfolgte die Rückeroberung durch Henri de La Tour d’Auvergne, duc de Bouillon durch einen Überraschungsangriff mit 300 Soldaten. Anschließend wurde Castillon den Gläubigen als sichere Stadt garantiert. 1622 verlangte König Ludwig XIII. von Henri de la Tour, vicomte de Turenne et de Castillon, den Abriss der Burg, und bekam auch seinen Willen.
Am 3. Dezember 1719 verkaufte der Herzog von Bouillon die Vizegrafschaft Castillon an Antoine Bonnet de Talmont, der sie 1731 an André François Benoit Leberthon weiterverkaufte, den Ersten Präsidenten des Parlement in Bordeaux. André Leberthon, dessen Sohn, verkaufte seinen Besitz 1795, nachdem er seine herrschaftlichen Rechte eingebüßt hatte.
Bei der Bildung der Départements während der Französischen Revolution wurde Castillon Verwaltungssitz eines Kantons innerhalb des Arrondissements Libourne. Am 27. November 1953 – 500 Jahre nach der Schlacht – wurde die Stadt von Castillon-sur-Dordogne in Castillon-la-Bataille umbenannt.

### Bevölkerungsentwicklung
| Jahr                       | 1962 | 1968 | 1975 | 1982 | 1990 | 1999 | 2006 | 2016 |
| Einwohner                  | 3108 | 3102 | 3166 | 3207 | 3020 | 3113 | 3148 | 3166 |
| Quellen: Cassini und INSEE |      |      |      |      |      |      |      |      |

## Sehenswürdigkeiten

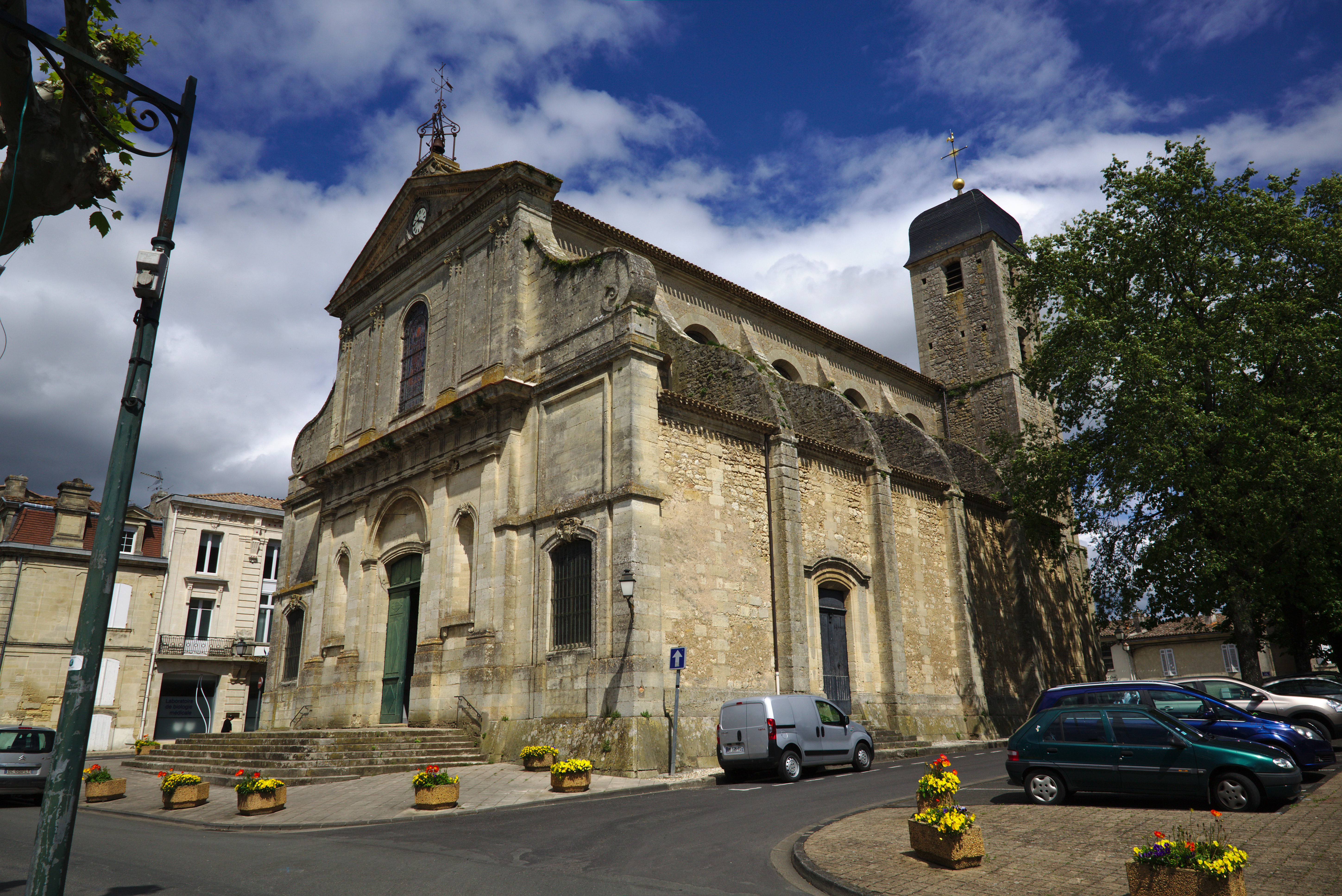
Kirche Saint-Symphorien

- Porte du Midi (Südtor) oder Porte du Fer (Eisentor) innerhalb der Stadtmauer
- Barockkirche Saint-Symphorien (18. Jahrhundert)
- Hôtel de ville, bis zur Revolution das Hospital der Stadt (18. Jahrhundert)
- Waschhaus, erbaut im 19. Jahrhundert
- Kirche Sainte-Marguerite im Ortsteil Capitourlan
- Protestantische Kirche

Siehe auch: Liste der Monuments historiques in Castillon-la-Bataille

## Städtepartnerschaft
- Nabburg, Oberpfalz, Deutschland, seit 1986

## Wirtschaft
Castillon ist namengebend für die Weinbau-Appellation Côtes de Castillon, der in neun Gemeinden auf 2850 Hektar betrieben wird. Die Appellation Côtes de Castillon wurde 1989 aus der Appellation Bordeaux ausgegliedert.

## Söhne und Töchter der Stadt
- Antoine Védrenne (1878–1937), Ruderer